# Le Bal des schizos
Le Bal des schizos (titre original : We Can Build You) est un roman de science-fiction écrit en 1962 sous le titre The First in Our Family, par l'écrivain américain Philip K. Dick.

## Résumé
Sans autre ambition que celle de vendre les orgues électroniques qu'il bricole dans son magasin, Louis Rosen voit son monde changer le jour où son associé et la fille de ce dernier, Pris, schizophrène tout juste rendue à la vie civile par le Bureau Fédéral de Santé Mentale après une longue thérapie, mettent au point un automate plus vrai que nature.
Prenant pour modèle des grandes figures de l'histoire américaine, leur premier simulacre imite à s'y méprendre Edwin Stanton, héros de la guerre de Sécession. Enhardis par leur succès, ils s'attaquent ensuite à Abraham Lincoln lui-même...

## Réception
Theodore Sturgeon a donné au Bal des schizos une critique mitigée, louant Dick sur « le traitement de ses personnages, qui sont cohérents et chaleureusement reconnaissables même dans leurs irrationalités obstinées, sur l'audace et la provocation de ses thèmes [et] sur la richesse de ses antécédents auctoriaux et les éclats de rire qui parsèment son œuvre ». Il a cependant conclu que la « volonté de Dick de poursuivre une ligne collatérale et fascinante aux dépens - et même à l'abandon - de son thème central » a affaibli le roman.
David Langford a fait une critique du Bal des schizos pour le numéro 76 de White Dwarf, dans laquelle il a déclaré que « l'humour de Dick - les petites gens contre le monde - est présent, mais dans l'ensemble, c'est un livre sombre. Derrière le robot Hitler (sans intérêt) de la couverture, Chris Foss a peint un robot Philip K Dick... »
Gregg Rickman affirme que Le Bal des schizos peut être lu comme un préquel à Les androïdes rêvent-ils de moutons électriques ?, le roman plus célèbre de Philip K. Dick qui traite également des androïdes.